# دون بي. ميرفي
دون بي. ميرفي (بالإنجليزية: Donn B. Murphy)‏ هو مخرج أمريكي، ولد في 21 يوليو 1930 في سان أنطونيو في الولايات المتحدة.